# 484734 Chienshu
484734 Chienshu è un asteroide della fascia principale. Scoperto nel 2008, presenta un'orbita caratterizzata da un semiasse maggiore pari a 2,5567014 au e da un'eccentricità di 0,1944046, inclinata di 6,71114° rispetto all'eclittica.